# Kedluben

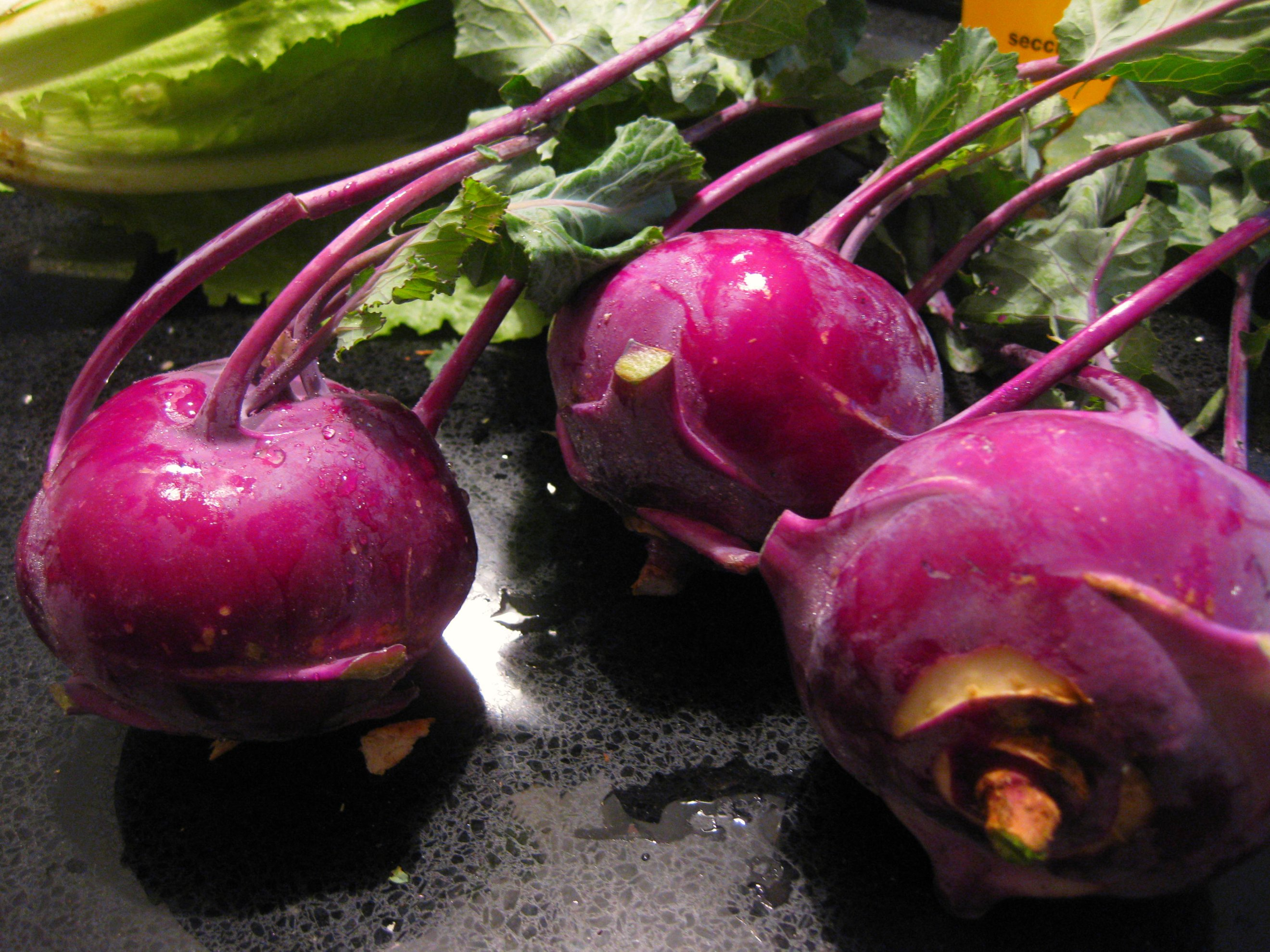
Kedluben modrý

Kedluben nebo kedlubna (Brassica oleracea var. gongylodes), někdy nesprávně nazývána jen brukev, je vyšlechtěnou varietou druhu brukev zelná a řadí se mezi nejžádanější košťálové zeleniny, její původní forma se ve volné přírodě nevyskytuje.

## Rozšíření
Jako většina těchto rostlin pochází z oblastí okolo Středozemního moře, za druhé místo původu je udávána oblast Tibetu v Číně. V současnosti je kedluben nejvíce rozšířen ve střední a západní Evropě, kam přišel s expanzí Římské říše. Ve vzhledově odlišné podobě se pěstuje i na severu indického subkontinentu a v Japonsku.

## Popis
Kedluben je dvouletá rostlina, vysoká okolo 20 až 50 cm, která v prvém roce vytváří typickou nadzemní stonkovou hlízu (bulvu) 10 až 15 cm velkou. Ta vzniká zkrácením a sekundárním ztluštěním nevětveného stonku, bočním růstem meristémového pletiva u vegetačního vrcholu. Z hlízy vyrůstající dlouze řapíkaté listy s podlouhlými, elipsovitými až okrouhlými čepelemi, které jsou po obvodě zkadeřené a vroubkované, bývají téměř dvakrát delší než řapík. Hlíza bývá kulovitá, elipsoidní nebo svrchu zploštělá, na povrchu může mít barvu šedozelenou až žlutozelenou nebo fialovou, shodně bývají zbarveny i listy. Uvnitř hlízy je šťavnatá dužina bílé barvy. Kořenový systém je nehluboce rozvětvený.
Druhým rokem vyrůstá stonek (košťál) nesoucí na vrcholu mnohokvěté hroznovité květenství se čtyřčetnými oboupohlavnými žlutými květy. Podlouhle kopinaté kališní lístky jsou přitisknuté ke žlutým korunním, které jsou na vrcholu plytce vykrojené a vespod mají dlouhý nehtík. Plodem je šikmo odstávající válcovitá dvoupouzdrá šešule s výraznými žilkami a zobáčkem, obsahuje černá kulovitá semena.
Kedluben má občasnou tendenci k přechodu z dvouleté na jednoletou rostlinu, např. při delším poklesu teplot k 0 °C ve stádiu tří pravých lístků. Tehdy nedojde k vytvoření hlízy a rostlina vybíhá do květu.

## Význam
Kedluben je jedna z nejrozšířenějších košťálových zelenin, průměrná roční spotřeba v České republice činí asi 2,5 kg na osobu. Konzumují se nejčastěji lehce stravitelné hlízy (syrové, vařené, smažené) nebo listy (obvykle vařené), které mají násobně více vitamínu C a vápníku než hlízy.
Rostlina je také nezanedbatelným zdrojem sodíku, draslíku, hořčíku, vápníku, manganu, železa i fosforu, včetně vitamínů skupiny B a kyseliny nikotinové, pantotenové a listové. Obsahuje také hodně vlákniny, její rozpustná forma mírně snižuje hladinu cholesterolu a nerozpustná se podílí na průchodnosti střev. Kedluben má málo kalorií a v poslední době se objevují i jeho potenciální účinky proti rakovině tlustého střeva.

## Pěstování
Ideální půda pro jeho pěstování je hlinitá až hlinitopísčitá s dostatkem humusu a minerálních látek. Díky rychlému vývoji a slabým kořenům je rostlině nutno zajistit přiměřený dostatek vláhy; při suchu často bulvy dřevnatí a při nadměrném vlhku praskají.
Kedlubny se obvykle pěstují z předpěstované sadby. Jsou odrůdy vhodné k rychlení ve skleníku a dále rané, polorané a pozdní určené pro pěstování na záhoně. Odrůdy k rychlení mají vegetační dobu 60 až 80 dnů, u raných je 70 až 90 dnů a pozdních až 150 dnů.
Hlavní dělení je na odrůdy bílé (větší) a modré (ranější a odolnější proti praskání). Specifickou českou bílou pozdní odrůdou je ‚Gigant‘ s bulvami 3 až 4 kg těžkými, které nepraskají, nedřevnatí a dobře se skladují. Nejdůležitější vlastnosti, na které jsou kedlubny šlechtěny, je rychlost růstu, nízká tendence hlíz k dřevnatění i praskání a slabý sklon k vybíhání do květu, zanedbatelná není ani odolnost proti půdním chorobám, např. nádorovitosti košťálovin. Mezi hlavní živočišné škůdce patří housenky běláska zelného.

## KultivaryBrassica oleracea
- Brassica oleracea convar. capitata (L.) Alef. – hlávkové zelí
- Brassica oleracea convar. sabauda (L.) O.F.Schulz. – hlávková kapusta
- Brassica oleracea convar. gemmifera (Dc.) Markgr. – růžičková kapusta
- Brassica oleracea var. medullosa Thell. – dřeňová kapusta
- Brassica oleracea var. acephala Dc. – kapusta kadeřavá – jarmuz (krmná kapusta)
- Brassica oleracea var. sabellica Dc. – kapusta kadeřavá – kadeřávek
- Brassica oleracea convar. gongylodes (L.) Markgr. – kedluben
- Brassica oleracea convar. botrytis (L.) Markgr. – květák, romanesco
- Brassica oleracea var. italica Plenck – brokolice

- hlávkové zelí (convar. capitata)
- růžičková kapusta (convar. gemmifera)
- dřeňová kapusta (var. medullosa)
- kadeřávek (var. sabellica)
- brokolice (var. italica)
- kedluben (var. gongylodes)
- květák (var. botrytis)